# Легенда об основании Молдавского княжества

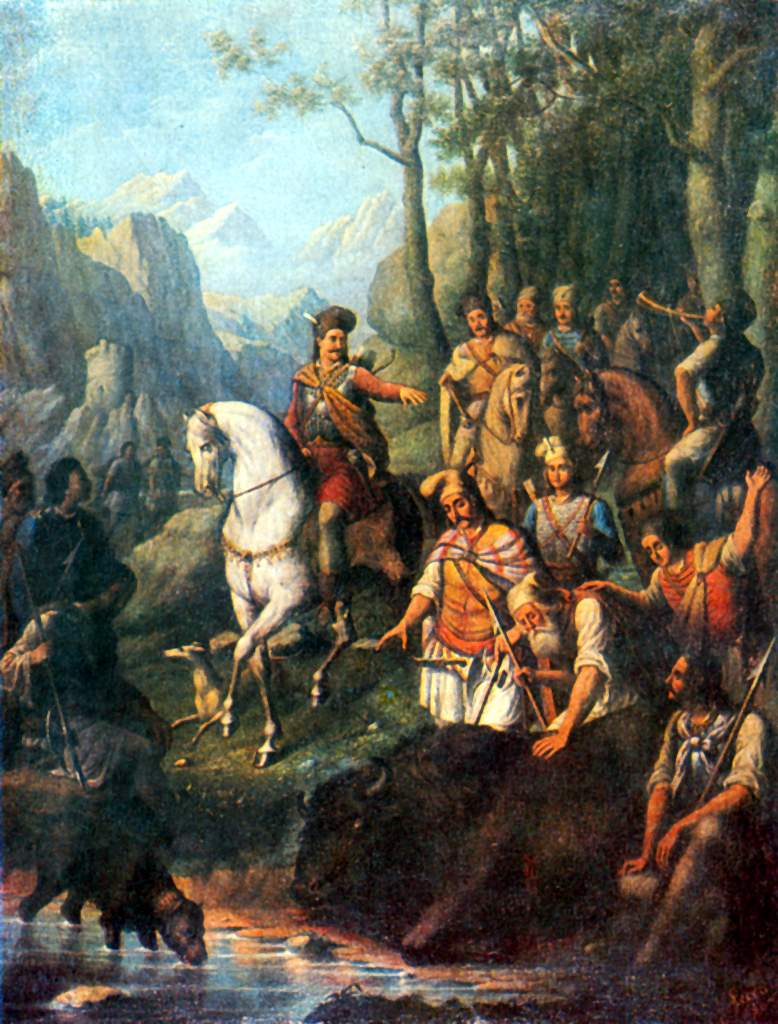
Охота воеводы (водэ) Драгоша на зубра.

Легенда об основании Молдавского княжества — легенда (предание) из молдавско-польской хроники, об основании Молдавского княжества (господарства), о том, что «по воле Бога воевода Драгош пришёл из Венгрии, из места Марамуреш возле реки Марамуреш, охотясь на зубра, которого он убил возле реки Молдава. Он отпраздновал это вместе со своими боярами, страна понравилась ему и он остался, и населил страну своими молдаванами из Венгрии, и был их князем в течение двух лет».

## История
Легенду, приведенную выше, можно найти в книге Дмитрия Кантемира «Описание Молдовы», написанной в начале восемнадцатого века на латыни: «…Драгош, сын князя Богдана, решил перейти горы в восточном направлении с тремястами охотников. Во время этого пути он случайно напал на след дикого быка, которого молдаване называли зимбру. Преследуя его, охотники спустились к подножию гор. Любимая собака Драгоша по кличке Молда неотступно преследовала зверя, который бросился в реку и там был пронзен стрелами охотников. Собака бросилась за убегающим зубром в бурлящую реку, и быстрое течение поглотило её. В память об этом событии Драгош назвал эту первую на его пути по сю сторону гор речку Молдавой… и пожелал, чтобы на гербе нового княжества была изображена голова дикого быка — зубра».
Большинство молдавских хроник пишут, что Драго пришёл со своими людьми к реке Молдава в 1359 году, но современные историки склонны предлагать более раннюю дату (1345, 1347 и 1352 годы), и с другой буквой в слове, на турецкий лад. В других источниках указано что от река Молдава получила свое имя вся страна Молдавия, с 1350 года самостоятельное государство. А в некоторых источниках кличка собаки воеводы или пастухов, по которой назвали реку, — «Молда».
Более полная версия дана анонимным летописцем. Согласно этой версии однажды Драгош со своими спутниками отправился на охоту на диких зверей. В высоких горах он напал на след зубра и, преследуя его, пересёк горы и вышел к прекрасной равнине. Он настиг и убил зубра возле реки под ивой, там же он устроил пир.
Драгош со спутниками по воле Бога решили поселиться в этой стране. Они вернулись и рассказали своим товарищам о прекрасной стране с реками и источниками. Те тоже решили пойти в эту страну и выбрать себе землю, так как она не была населена, и на границе татарские кочевники пасли свои стада. Они попросили венгерского князя Владислава отпустить их, и тот с большим сожалением позволил им переселиться.
И они пошли из Марамуреша вместе с товарищами, их жёнами и детьми, через горы и леса к месту, где Драгош убил зубра, и поселились там, так как им понравилась местность. Они выбрали Драгоша князем и воеводой, как самого мудрого. Так, по воле Божьей, была основана Молдава.
И воевода Драгош первым поселился на реке Молдова, и заселил Байю и другие земли, и постановил, чтобы княжеским гербом для все страны была голова зубра. Правил он в течение двух лет.
Эта же версия была изложена более поздними молдавскими летописцами, включая Григоре Уреке, который добавил к ней несколько важных деталей: «Трансильванские пастухи путешествовали по горам со своими стадами и вышли на зверя, называемого bour (зубр). Начав охоту на него в горах вместе со своими собаками они вышли к реке Молдова. Там зверь устал, и они убили его у места, которое сейчас называется Boureni (Боурень). Они основали деревню и на герб страны поместили голову зубра. Собака, которая преследовала зверя, умерла, а так как её звали Молда, они назвали реку Молда, или Молдова, и всю страну тоже назвали по имени реки Молдовой».
Версия, записанная Григоре Уреке даёт более правдоподобное объяснение основания Молдавии, почти полностью избегая элементов легенды. Вероятнее всего, произошёл процесс демифологизации легенды, в ходе которого охотники были заменены на пастухов. Уреке также использует «этимологическое доказательство» (название реки произошло от имени собаки, а название деревни от зубра), что может свидетельствовать о попытке рационализировать легенду, чтобы она звучала более натурально.
В примечании Семиона Даскала к повествованию молдавского летописца Григория Уреке говорится о том, что пастухи из Марамуреша во время охоты на тура оказались в долине реки Молдовы, где нашли пасеку русина Ецко, который сообщил им, что «места пустынные… здесь властвуют лишь звери и птицы… и простираются вниз до Дуная, а вверх до Днестра, где граничат со страной ляхов… Поняв эти слова, охотники поспешили в Марамуреш, откуда вывели своих людей в эту страну и других побудили, обосновались вначале у гор и распространились по Молдове вниз. А Ецко-пасечник, как узнал о поселении марамурешцев, сразу же ушел и он в страну ляхов, привёл множество русов и поселил их по Сучаве вверх и по Сирету к Ботошанам». И далее: «Среди пастухов, попавших в эти места, был Драгош, пришедший из Марамуреша, наиболее уважаемый из них. И они поставили его старшим среди них».
Мирон Костин усложняет и развивает легенду о Драгоше, внося в неё элементы народной поэзии. Похожая версия легенды встречается и у влахского летописца Раду Попеску. В XVIII веке Дмитрий Кантемир подвергает сомнению правдоподобность легенды, а в конце XIX века Дмитрий Ончиул утверждает, что это был всего лишь миф, придуманный для того чтобы объяснить возникновение головы зубра на молдавском гербе.